# Gare de Bouaké
La gare de Bouaké est une gare ferroviaire de la ligne d'Abidjan à Ouagadougou, située à proximité du centre de la ville de Bouaké en Côte d'Ivoire. Elle est desservie par des trains de voyageurs et de marchandises
Elle est mise en service par la Régie des chemins de fer Abidjan-Niger (RAN) en 1912. Depuis 1995, la gare est exploitée par Sitarail.

## Situation ferroviaire
Établie à 370 mètres d'altitude, la gare de Bouaké est située sur la ligne d'Abidjan à Ouagadougou.

## Histoire
Construite par la Régie des chemins de fer Abidjan-Niger, elle a été inaugurée par le gouverneur général William Ponty le 15 mars 1912. La gare ferroviaire de Bouaké reste terminus jusqu'en 1923. 
Par la suite, elle relie Abidjan à Ouagadougou.